# Aulodrilus paucichaeta
Aulodrilus paucichaeta är en ringmaskart som beskrevs av Brinkhurst och Barbour 1985. Aulodrilus paucichaeta ingår i släktet Aulodrilus och familjen glattmaskar. Inga underarter finns listade i Catalogue of Life.